# 高麗雅羅魚
高麗雅羅魚（学名：Coreoleuciscus splendidus）为輻鰭魚綱鯉形目鲤科高麗雅羅魚屬的其中一種，該物種主要分布於亞洲韓國，體長可達15公分，棲息在底層水域。